# Kale Clague
Kale Clague, född 5 juni 1998 i Regina i Saskatchewan, är en kanadensisk professionell ishockeyback som är kontrakterad till Buffalo Sabres i NHL och spelar för Rochester Americans i AHL.
Han har tidigare spelat för Los Angeles Kings och Montreal Canadiens i NHL; Ontario Reign i AHL samt Brandon Wheat Kings och Moose Jaw Warriors i WHL.
Clague draftades av Los Angeles Kings i andra rundan i 2016 års draft som 51:a spelare totalt.

## Statistik
| 2010–2011  | Lloydminster Heat    | AMBHL      | 32  | 10 | 18  | 28  | 76  | —  | — | —  | —  | —  |
| 2011–2012  | Lloydminster Heat    | AMBHL      | 33  | 11 | 23  | 34  | 44  | 9  | 5 | 6  | 11 | 2  |
|            | Lloydminster Rage    | AMMHL      | 2   | 0  | 0   | 0   | 4   | 2  | 1 | 2  | 3  | 2  |
| 2012–2013  | Lloydminster Heat    | AMBHL      | 33  | 35 | 42  | 77  | 44  | 8  | 5 | 4  | 9  | 20 |
|            | Lloydminster Bobcats | AMHL       | 1   | 0  | 1   | 1   | 0   | 1  | 0 | 0  | 0  | 0  |
| 2013–2014  | Lloydminster Bobcats | AMHL       | 31  | 11 | 22  | 33  | 34  | 12 | 2 | 11 | 13 | 2  |
|            | Brandon Wheat Kings  | WHL        | 2   | 0  | 0   | 0   | 0   | 3  | 0 | 0  | 0  | 2  |
| 2014–2015  | Brandon Wheat Kings  | WHL        | 20  | 4  | 9   | 13  | 6   | 12 | 1 | 2  | 3  | 4  |
| 2015–2016  | Brandon Wheat Kings  | WHL        | 71  | 6  | 37  | 43  | 54  | 21 | 6 | 8  | 11 | 8  |
| 2016–2017  | Brandon Wheat Kings  | WHL        | 48  | 5  | 35  | 40  | 41  | 4  | 1 | 3  | 4  | 6  |
| 2017–2018  | Brandon Wheat Kings  | WHL        | 28  | 10 | 37  | 47  | 35  | —  | — | —  | —  | —  |
|            | Moose Jaw Warriors   | WHL        | 26  | 1  | 23  | 24  | 8   | 14 | 1 | 13 | 14 | 14 |
| 2018–2019  | Ontario Reign        | AHL        | 52  | 7  | 22  | 29  | 34  | —  | — | —  | —  | —  |
| 2019–2020  | Los Angeles Kings    | NHL        | 4   | 0  | 0   | 0   | 2   | —  | — | —  | —  | —  |
|            | Ontario Reign        | AHL        | 49  | 8  | 17  | 25  | 26  | —  | — | —  | —  | —  |
| 2020–2021  | Los Angeles Kings    | NHL        | 18  | 0  | 6   | 6   | 4   | —  | — | —  | —  | —  |
|            | Ontario Reign        | AHL        | 23  | 1  | 11  | 12  | 8   | 1  | 0 | 1  | 1  | 0  |
| 2021–2022  | Los Angeles Kings    | NHL        | 11  | 0  | 5   | 5   | 2   | —  | — | —  | —  | —  |
|            | Ontario Reign        | AHL        | 5   | 0  | 4   | 4   | 0   | —  | — | —  | —  | —  |
|            | Montreal Canadiens   | NHL        | 25  | 2  | 3   | 5   | 18  | —  | — | —  | —  | —  |
| 2022–2023  | Buffalo Sabres       | NHL        | 33  | 0  | 4   | 4   | 24  | —  | — | —  | —  | —  |
|            | Rochester Americans  | AHL        | 14  | 1  | 5   | 6   | 6   | —  | — | —  | —  | —  |
| NHL totalt | NHL totalt           | NHL totalt | 91  | 2  | 18  | 20  | 50  | —  | — | —  | —  | —  |
| AHL totalt | AHL totalt           | AHL totalt | 143 | 17 | 59  | 76  | 74  | 1  | 0 | 1  | 1  | 0  |
| WHL totalt | WHL totalt           | WHL totalt | 195 | 26 | 141 | 167 | 144 | 54 | 9 | 26 | 35 | 34 |

### Internationellt
| Källa: Uppdaterad: 2019-12-22 | Källa: Uppdaterad: 2019-12-22 | Källa: Uppdaterad: 2019-12-22 |         | Utv = Utvisningsminuter | Utv = Utvisningsminuter | Utv = Utvisningsminuter | Utv = Utvisningsminuter | Utv = Utvisningsminuter |
| År                            | Lag                           | Mästerskap                    | Matcher | Mål                     | Assists                 | Poäng                   | Utv                     |                         |
| ----------------------------- | ----------------------------- | ----------------------------- | ------- | ----------------------- | ----------------------- | ----------------------- | ----------------------- | ----------------------- |
| 2015                          | Kanada                        | Ivan Hlinka                   | 4       | 1                       | 0                       | 1                       | 2                       |                         |
| 2017                          | Kanada                        | JVM                           | 7       | 0                       | 6                       | 6                       | 2                       |                         |
| 2018                          | Kanada                        | JVM                           | 6       | 0                       | 2                       | 2                       | 4                       |                         |
| Junior totalt                 | Junior totalt                 | Junior totalt                 | 17      | 1                       | 8                       | 9                       | 8                       |                         |